# KKR
KKR & Co. L.P. (anteriorment coneguda com a Kohlberg Kravis Roberts & Co.) és una multinacional estatunidenca de capital d'inversió amb seu a Nova York. Està especialitzada en l'adquisició palanquejada de companyies, activitat en la qual és pionera havent completat operacions per valor superior a 400$ bilions des del seu inici. Es dedica a la gestió de fons d'inversió de capital privat.

## Història
L'empresa va ser fundada el 1976 per Jerome Kohlberg i els seus cosins Henry Kravis i George R. Roberts. Anteriorment havien treballat junts a Bear Stearns, on van completar algunes de les primeres adquisicions palanquejades. KKR té la seu central a Nova York i gestiona fons per més de 91.000 milions. El 2015 comptava amb una cartera de 99 companyies al món que donaven feina a 940.000 persones i estava present en 15 països dels Estats Units d'Amèrica, Europa, Àsia i Sud-amèrica.
KKR inverteix principalment a través de la compra palanquejada, així com en capital d'expansió, incloent inversió privada en el patrimoni públic (PIPE) a empreses públiques. Està especialitzada en inversions de capital privat, enfocat en sectors d'indústria específica amb nou grups d'inversió: substàncies químiques, béns de consum, energia i recursos naturals, serveis financers, salut, Indústria, mitjans de comunicació i telecomunicacions, venda al detall i tecnologia.

### Transaccions realitzades
Des de la seva fundació, KKR ha completat diverses transaccions financeres incloent-hi el 1989 la de RJR Nabisco, que fou llavors la compra palanquejada més gran de la història. El 2007 va comprar TXU, que és actualment la més gran completada fins a la data. KKR ha realitzat inversions en més de 160 empreses des de 1977, efectuant com a mínim una inversió anual, exceptuant els anys 1982 i 1990.

El 2013 adquirí a Investindustrial el 49,9 % de Port Aventura, i el 2014 va anunciar l'adquisició d'un 33 % del negoci d'energia internacional d'Acciona Energia, a un cost de 417 € milions (567$ milions), un negoci internacional de generació d'energia renovable que opera actius renovables, en gran part parcs eòlics, a través de 14 països, incloent els Estats Units, Itàlia i Sud-àfrica. El 2014 KKR va anunciar la inversió de 400$ milions per adquirir Fujian Sunner Development, la granja de pollastres més gran de la Xina, dedicada a la cria i subministrament de pollastres frescos i congelats a consumidors i clients corporatius, com Kentucky Fried Chicken (KFC) i McDonald's, a través de la Xina. També va invertir 90$ milions en l'empresa d'enllumenat i electricitat Savant Systems.

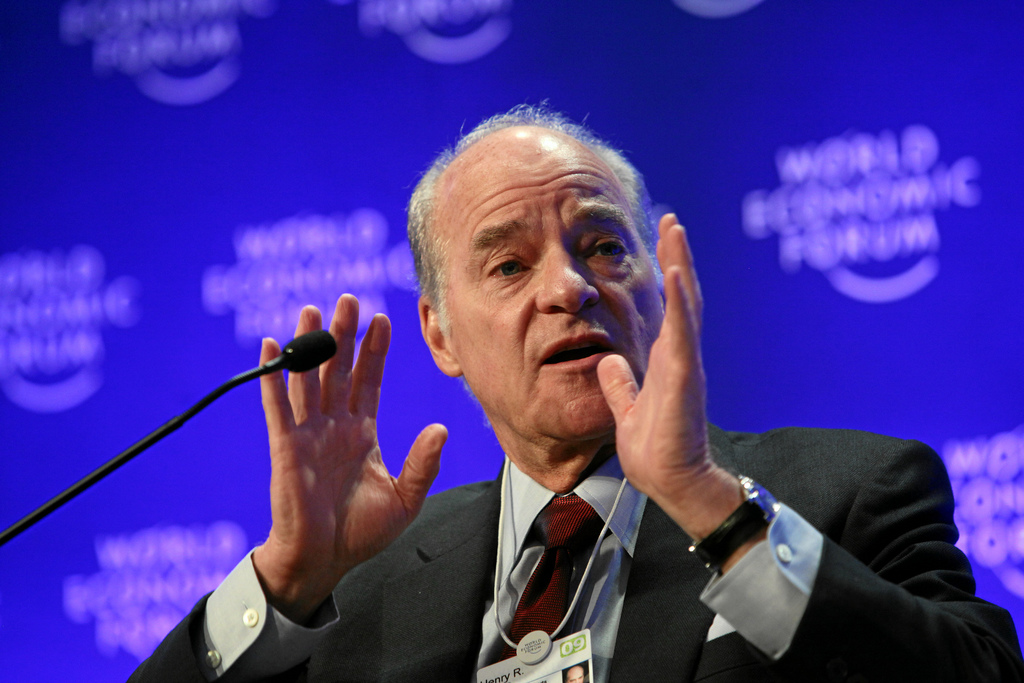
Henry Kravis al Fòrum Econòmic Mundial de 2009

El 2015 KKR va confirmar la compra del lloc web britànic de venda de bitllets de tren thetrainline.com, que era propietat de Exponent. Des de 2019 KKR és l'accionista majoritari del conglomerat empresarial Axel Springer SE. El 2024, després de l'adquisició per part de KKR per 1.400 milions d'euros, Superstruct Entertainment Limited es va convertir en un dels principals proveïdors d'oci i espectacles del mónamb una vuitantena de festivals de música arreu del món.

## Controvèrsies
En conèixer-se el 2025 que el grup controlava a través de Axel Springer SE l'empresa Aviv Group GmbH, que ofereix i promou inversions immobiliàries a Jerusalem Est, Gaza i Cisjordània, territoris pertanyents a l'estat de Palestina així com també inverteix en empreses israelianes de ciberseguretat, armament i altres que es dediquen a la compra de dades, diversos grups musicals, artistes i discjòqueis van emetre comunicats de premsa en suport a Palestina i rebutjant o anul·lant la seva participació en diferents festivals de música. Tot i el boicot dels artistes, alguns festivals van batre rècords d'assistència aquell any.
Entre els artistes participants del boicot es trobaven Samantha Hudson, El Niño de la Hipoteca, Dakidarría, Fermin Muguruza, Reincidentes, Boikot, La Élite, El Último Ke Zierre, Kaos Urbano, Porretas, Juliana Huxtable, Brian Eno, Tremenda Jauría, Los Chikos del Maíz, Arca, Tremenda Jauría i Riot Propaganda, entre altres.
Al Field Day Festival d'Anglaterra 15 concerts van ser cancel·lats pels artistes i entre els festivals de música de l'estat espanyol gestionats per la multinacional que afectats es trobaven el Sónar, Brunch Electronik, Resurrection Fest, O Son do Camiño, Viña Rock, Monegros Desert Festival, Arenal Sound Festival, Amnesia Ibiza, Monegros Desert Festival, Festival de les Arts, Granada Sound, Festival Internacional de Benicàssim i Tsunami Xixón, entre d'altres.
L'emissora d'esdeveniments de música electrònica londinenca Boiler Room va emetre un comunicat després de la pressió dels artistes i assistents explicant que no tenien veu ni vot en la seva adquisició per part de Superstruct Entertainment i van reafirmar la seva adhesió al moviment Boicot, Desinversions i Sancions fins que Irael «respecti el dret internacional i els drets humans».